# ポッパエア・サビナ
ポッパエア・サビナ（Poppaea Sabina, 30年 - 65年）は、第5代ローマ皇帝ネロの2番目の妻。

## 家族
イタリアのピケヌム（Picenum, 現在のマルケ）で、ティトゥス・オッリウスと同名の母親ポッパエア・サビナとの間に生まれる。彼等の唯一の子供で、兄弟は誰もいなかった。父親はティベリウス帝時代にクァエストル（財務官）職を得ていた人材であったが、当時プラエフェクトゥス・プラエトリオであったルキウス・アエリウス・セイヤヌスと親密な関係であったためにセイヤヌス失脚後、それ以上の官職を得られないまま没落。彼女の母親は裕福で優れた美貌を持ち、とても愛嬌のある女性だったとタキトゥスは記述している。しかし母親は47年にクラウディウス帝の妃メッサリナによって自害を命ぜられている。
母方の祖父はガイウス・ポッパエウス・サビヌス、身分が低いがティベリウス帝の下にトラキアに転戦、9年には執政官（コンスル）職を得て、プロコンスルとしてギリシアに赴くなどティベリウス帝の治世下で活躍し、35年に没した。母娘共に名乗るポッパエア・サビナの名前は帝政期の女性の名前の慣習通り、この「ポッパエウス・サビヌス」の女性形である。
ポッパエアが生まれた翌年父親ティトゥス・オッリウスが没し、母親はプブリウス・コルネリウス・レントゥルス・スキピオと再婚する。再婚の夫は軍務からコンスル職に当選し、元老院議員になった人物であり、これにより母親と娘は皇帝に近い存在となる。

## 結婚
ポッパエアは西暦44年、ルフリウス・クリスピヌスと結婚する。夫はエクィテス（騎士階級）の出自ではあったが、クラウディウス帝の時代にはプラエフェクトゥス・プラエトリオまで上り詰めた男であった。後にクリスピヌスはネロの母小アグリッピナによって失脚し、セクストゥス・アフラニウス・ブッルスがその後任となった。クリスピヌスはその後、65年にネロの暗殺計画に名を連ねたとして流罪となる。
58年頃、ポッパエアは2人の子がいたにもかかわらず失脚した夫を見限って、ネロの親しい友人で当時財務官を務めていたオトと結婚した。しかし結婚後まもなく、オトを通じてポッパエアを知ったネロに愛され、皇帝の愛人となり、オトはルシタニアに左遷されてしまったと言われる。
また、ネロの愛人だったポッパエアを、ネロが妻のオクタウィアと正式に離婚するまで保護するはずだったのに、オトがポッパエアを自分の愛人にしてしまいネロとの友情が壊れ、オトはルシタニアに左遷されたとも言われる。

## 皇帝の妃として

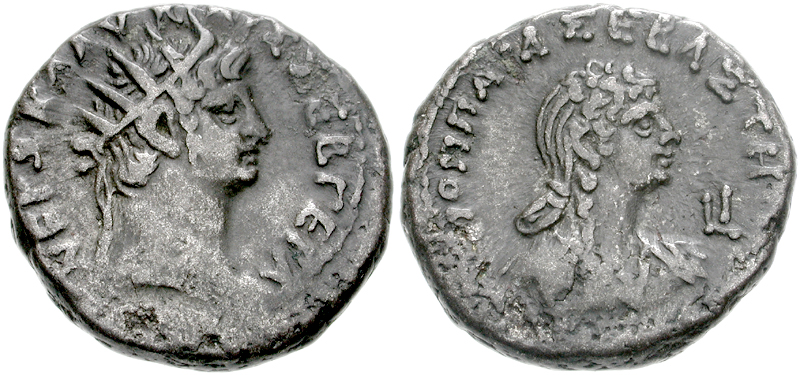
ポッパエア・サビナ（右）とネロの肖像が彫られた硬貨

歴史家タキトゥスの彼女に対する見方は厳しく、野心があり、非情な女性と述べている。ポッパエアはネロに近付きたいがために、オトと結婚したと言い、またネロの母小アグリッピナの殺害をネロに後押ししたのも彼女だと言う。62年にブッルスが死去、後任のプラエフェクトゥス・プラエトリオの1人ガイウス・オフォニウス・ティゲッリヌスと組んでルキウス・アンナエウス・セネカを政界引退へ追い込み、ネロと妻クラウディア・オクタウィアの離縁に反対する人物が退くと、ネロはオクタウィアを離婚し、さらに自殺させた。ポッパエアはその年の内にネロと結婚し、娘が1人生まれた。ネロの喜びは大きく母と娘に「アウグスタ」の称号を与える。しかし娘は数カ月のちに夭折した。
皇帝の妻としての彼女の評判は良くない。前述のタキトゥスはもとよりキリスト教会の資料でも、この頃のキリスト教を迫害したのはネロではなく、ポッパエアがネロを動かしていたのだとするものもある。しかしユダヤ教徒の歴史家フラウィウス・ヨセフスは、彼女をとても信仰厚い女性だと記述している。この記述の差異は、当時ローマ社会で起こっていたギリシア人とユダヤ人の対立が原因で、彼女はユダヤ人社会の保護者であったという説もある。
ポッパエアは65年に死去した。ネロは悲嘆にくれ、彼女の遺体は火葬には付されず、中には香料を詰められ香油に漬けられたと言う。しかしスエトニウスによると、第2子を懐妊中にネロが戦車競技からの帰還が遅いことをなじって口論となり、ネロに下腹部を蹴られたのが死の原因とされる。タキトゥスの年代記では、幾人もの史家がポッパエアはネロに毒殺されたと伝えていると書かれている。タキトゥス自身は「ネロはポッパエアを熱愛していたし、何より子供を欲しがっていた」として、スエトニウスと同じく夫婦喧嘩からの事故死説を採っている。
因みに最初の夫ルフリウス・クリスピヌスはポッパエアの死の同年にネロによって追放され、翌66年に処刑されている。ポッパエアが産んだ同名の息子ルフリウス・クリスピヌス（生年は50年もしくは51年）も66年に釣りの最中にネロによって15歳で処刑され、ポッパエア直系の血筋は絶えている。

## 逸話
- ポッパエアは優れた美貌を持ち、人々を魅了して離さない会話術を備えていたという。
- ポッパエアを指して『歴史上、最も化粧に時間を費やした女性』と言うことがある。大プリニウスの『博物誌』第十一巻によれば、ポッパエアは常に雌のロバ500頭を引き連れていたと記述している。当時、ロバの乳には女性の肌を白くする効能があると考えられていたため、ロバの乳で満たした浴槽に全身を浸していた。また、小麦やライ麦、ハチミツ、ロバの乳などから作った美容パックを施し、その白い肌を守るために外出時はマスクを用いた。毎日の身支度には奴隷100人を必要としたという。
- ネロはポッパエアの死を悲しみ、当時の慣習であった火葬ではなく、遺体を香油に浸し棺に香料や防腐剤を詰めて霊廟に納めた。

## ポッパエアを題材にした作品
- ネロ#ネロを主題にした作品を参照。
- クラウディオ・モンテヴェルディのオペラ『ポッペーアの戴冠』
- 技来静也の漫画『拳闘暗黒伝セスタス』シリーズ
- とり・みき、ヤマザキマリの漫画『プリニウス』。本作では死因をネロ以外の何者かによる毒殺としている。